# Mortimer Mishkin
Mortimer Mishkin (Fitchburg, 13 de dezembro de 1926 – 2 de outubro de 2021) foi um neuropsicólogo estadunidense. Em 2009 recebeu a Medalha Nacional de Ciências por seu trabalho no campo da Ciência do Comportamento e Social.